# Andersen Monogatari
Andersen Monogatari (アンデルセン物語, Anderusen Monogatari; traduzido como Histórias de Andersen ou Fábulas de Andersen) é uma série de anime japonesa produzida pela Mushi Productions e foi ao ar na Fuji Television entre 3 de janeiro até 21 de dezembro de 1971. Foi baseada nos contos de fadas de Hans Christian Andersen.

## Enredo
Para poder se inscrever na Universidade da "Terra das Fadas", duas delas precisam coletar 100 folhas de papel mágico: se trata de um papel mágico que aparece do nada e só é conseguido com uma boa ação. Aparecerão várias oportunidades para as protagonistas, no mundo de contos de fada de Andersen, tentarem de alguma forma mudar o final para melhor; e em seguida, tentar impedir que os contos de fadas mudem o curso. Mas sem muito sucesso.

## Lista dos episódios
- Tradução dos episódios em português.[carece de fontes?]
- 1. O patinho feio (Vem brincar comigo)
- 2. O patinho feio (Adeus mamãe)
- 3. As flores da pequena Ida
- 4. O soldadinho de chumbo
- 5. Não desista, mamãe
- 6. O Baú Voador
- 7. A Polegarzinha (A Flor do Noivo)
- 8. A Polegarzinha (O Concurso do Zumbido)
- 9. A Polegarzinha (A Flor da Toupeira)
- 10. A Polegarzinha (A Flor do Príncipe)
- 11. O Rouxinol (O Favorito do Rei)
- 12. O Rouxinol (Sorrindo através de lágrimas)
- 13. Elen o cavalo selvagem (A felicidade está no céu estrelado)
- 14. Elen o cavalo selvagem (A adorável Kris)
- 15. Praça com uma imagem
- 16. O barril de pólvora (Um monstro salta para fora)
- 17. O barril de pólvora (O tesouro mais lindo)
- 18. Meu pai é o melhor do mundo
- 19. A sombra
- 20. Amizade é para sempre
- 21. A filha do rei do pântano (Pai e filho amaldiçoado)
- 22. A filha do rei do pântano (O segredo de Helga)
- 23. A filha do rei do pântano (O brilho do amor)
- 24. Ole-Luk-Oie, O Deus dos sonhos
- 25. A Aventura de Yens (A misteriosa Ilha Beagulm)
- 26. A Aventura de Yens (Içar as velas para a batalha)
- 27. O companheiro de viagem (O menino misterioso)
- 28. O companheiro de viagem (A boneca que se movia)
- 29. O companheiro de viagem (Adeus, amigo)
- 30. Uma história inacreditável
- 31. A Pequena Sereia (O Príncipe Amado)
- 32. A Pequena Sereia (A promessa para a bruxa)
- 33. A Pequena Sereia (A infeliz despedida)
- 34. O guardador de porcos
- 35. As três bolotas (Uma pequena promessa)
- 36. As três bolotas (Reencontro)
- 37. O novo traje do imperador
- 38. A donzela de gelo (Rudy é popular)
- 39. A donzela de gelo (Preocupações de Ferone)
- 40. A donzela de gelo (A triste Babette)
- 41. O pequeno Noel e o grande Noel
- 42. Os sapatos vermelhos (A viagem de gasto do grupo)
- 43. Os sapatos vermelhos (O salão de comédia)
- 44. O anjo e a abelha
- 45. Os cisnes selvagens (O castelo assombrado)
- 46. Os cisnes selvagens (O segredo de Ilaxa)
- 47. Os cisnes selvagens (Não desista, Eliza)
- 48. O segredo de duas pessoas
- 49. Psique
- 50. A rainha da neve (O espelho do mal)
- 51. A rainha da neve (A batalha na terra da morte)
- 52. A Pequena Vendedora de Fósforos